# Nega Network
Nega Network (hangul: 내가네트워크) är ett sydkoreanskt skivbolag och en talangagentur bildad år 2003 av Yoon Il-sang, Lance Yoon-suk Choi och Jo Young-chul.

## Artister

### Nuvarande
|                       |
| Laboum (med NH Media) |

|         |
| Lunafly |

### Tidigare
|                              |
| Brown Eyed Girls (2006–2015) |

|                 |
| LC9 (2013–2015) |

|                        |
| Sunny Hill (2007–2010) |